# 塵之書三部曲
《塵之書三部曲》（英語：The Book of Dust）是英國作家菲力普·普曼寫的系列奇幻小說，《黑暗元素三部曲》的相關作品。首部《野美人號》於2017年10月出版，其故事背景設定於《黃金羅盤》的十二年前。第二部《祕密聯邦》於2019年10月出版。第三部將於2024年出版。
普曼指出：「《塵之書》的核心是那些相信思想自由、言論自由的人與扼殺猜想、探究的專制和極權主義組織的鬥爭」。

## 創作歷程
2005年4月，普曼在官網上表示《塵之書》的寫作正在進行之中。2012年9月，普曼在接受BBC採訪時表示《塵之書》他已經寫了220頁。同年12月，他計畫在大約一年之內退出公眾生活，婉拒各種邀約，全力以赴創作《塵之書》。2017年2月，他宣布《塵之書》將會是三部曲。首部《野美人號》於2017年10月正式出版。第二部《祕密聯邦》在首部出版時就已寫完，已於2019年10月出版。

## 評價
當系列首部《野美人號》於2017年出版時，獲得不少媒體的正面評價，《華盛頓郵報》書評稱：「在我們世界中，很少書能讓我們願意等十七年，但《塵之書》絕對是其中之一。」

## 殊榮
- 獲選美國《華爾街日報》2017年最佳童書第一名[13]。

## 外部連結
- 普曼的官方網站 （页面存档备份，存于）（英文）